# Independence (Ohio)
Independence é uma cidade localizada no estado norte-americano do Ohio, no Condado de Cuyahoga.

## Demografia
Segundo o censo norte-americano de 2000, a sua população era de 7109 habitantes.
Em 2006, foi estimada uma população de 6789, um decréscimo de 320 (-4.5%).

## Geografia
De acordo com o United States Census Bureau tem uma área de 24,8 km², dos quais 24,8 km² cobertos por terra e 0,0 km² cobertos por água.

## Localidades na vizinhança
O diagrama seguinte representa as localidades num raio de 8 km ao redor de Independence.